# Compañía Peruana de Teléfonos
 (juin 2021).
 (mai 2021).
La mise en forme du texte ne suit pas les recommandations de Wikipédia : il faut le « wikifier ».
Les points d'amélioration suivants sont les cas les plus fréquents. Le détail des points à revoir est peut-être précisé sur la page de discussion.
- Les titres sont pré-formatés par le logiciel. Ils ne sont ni en capitales, ni en gras.
- Le texte ne doit pas être écrit en capitales (les noms de famille non plus), ni en gras, ni en italique, ni en « petit »…
- Le gras n'est utilisé que pour surligner le titre de l'article dans l'introduction, une seule fois.
- L'italique est rarement utilisé : mots en langue étrangère, titres d'œuvres, noms de bateaux, etc.
- Les citations ne sont pas en italique mais en corps de texte normal. Elles sont entourées par des guillemets français : « et ».
- Les listes à puces sont à éviter, des paragraphes rédigés étant largement préférés. Les tableaux sont à réserver à la présentation de données structurées (résultats, etc.).
- Les appels de note de bas de page (petits chiffres en exposant, introduits par l'outil «  Source ») sont à placer entre la fin de phrase et le point final[comme ça].
- Les liens internes (vers d'autres articles de Wikipédia) sont à choisir avec parcimonie. Créez des liens vers des articles approfondissant le sujet. Les termes génériques sans rapport avec le sujet sont à éviter, ainsi que les répétitions de liens vers un même terme.
- Les liens externes sont à placer uniquement dans une section « Liens externes », à la fin de l'article. Ces liens sont à choisir avec parcimonie suivant les règles définies. Si un lien sert de source à l'article, son insertion dans le texte est à faire par les notes de bas de page.
- La présentation des références doit suivre les conventions bibliographiques. Il est recommandé d'utiliser les modèles {{Ouvrage}}, {{Chapitre}}, {{Article}}, {{Lien web}} et/ou {{Bibliographie}}. Le mode d'édition visuel peut mettre en forme automatiquement les références.
- Insérer une infobox (cadre d'informations à droite) n'est pas obligatoire pour parachever la mise en page.

Pour une aide détaillée, merci de consulter Aide:Wikification.
Si vous pensez que ces points ont été résolus, vous pouvez retirer ce bandeau et améliorer la mise en forme d'un autre article.
La Compañía Peruana de Telefonos SA ou CPTSA était une entreprise publique,et plus tard privée, péruvienne de téléphonie qui exploitait les villes de  Lima et Callao.

## Histoire
Créée le 25 juin 1920, la Peruvian Telephone Company Ltda fut créée, fusionnant plus tard avec la Peruvian Telephone Company. À ce moment-là, le service téléphonique comptait quatre mille téléphones dans tout le pays, tous manuels. Puis en 1930, l'International Telephone and Telegraph Corporation (ITT) a acquis 60% des actions. Pour le mois de décembre, le premier échange automatique dans le Jiron Washington à Lima a commencé à fonctionner, avec capacité pour 2000 lignes.
Pendant le gouvernement militaire du général Juan Velasco Alvarado dans les années 1970, on dit qu'il a facturé beaucoup pour acheter un téléphone et le numéro de téléphone sur les reçus que les utilisateurs recevaient chaque mois.
En mai de l'année 1974, le réseau dorsal hyperfréquence a commencé à fonctionner. En 1985, au cours du mois de juillet, le réseau de liaisons par fibre optique a été mis en place. Le 4 juin 1993, le président du CPT a informé qu'il était en cours de privatisation et devenait une  société anonyme et que les actions appartenant à l'État seraient vendues au secteur privé. La même année, il a lancé sa propre société de télévision par câble appelée Magic Cable.
En 1994, sa société de téléphonie mobile CPT Celular a également été créée et, sous le gouvernement de Alberto Fujimori, les actions de la société de téléphonie péruvienne ont été vendues à la société espagnole Telefónica S.A. avec la société d'État Entel Perú.
Depuis que la société  Telefónica SA a commencé ses activités à la fin de 1994, la pénurie de téléphones à Lima a été résolue,.

## Filiales
- CPT Celular
- Cable Mágico

## Slogans
- 1985-1991 : Une entreprise privée maintenant gérée par ses propriétaires.
- 1991-1993 : Signal du futur.
- 1993-1995 : Société privée de télécommunications